# Mirel Rădoi
Mirel Matei Rădoi (Drobeta-Turnu Severin, 22 marzo 1981) è un ex calciatore e allenatore di calcio rumeno, tecnico dell'U Craiova.

## Carriera

### Club
Dopo nove anni passati nelle file della Steaua Bucarest, il 15 gennaio 2009 ha firmato un contratto triennale con gli arabi dell'Al Hilal, dopo due stagioni passate in Arabia Saudita il giocatore ha firmato per la squadra degli Emirati Arabi Uniti dell'Al Ain.

### Nazionale
Ha fatto parte della rosa della nazionale rumena agli Europei di calcio 2008.

## Statistiche

### Cronologia presenze e reti in nazionale
| Cronologia completa delle presenze e delle reti in nazionale ― Romania | Cronologia completa delle presenze e delle reti in nazionale ― Romania | Cronologia completa delle presenze e delle reti in nazionale ― Romania | Cronologia completa delle presenze e delle reti in nazionale ― Romania | Cronologia completa delle presenze e delle reti in nazionale ― Romania | Cronologia completa delle presenze e delle reti in nazionale ― Romania | Cronologia completa delle presenze e delle reti in nazionale ― Romania | Cronologia completa delle presenze e delle reti in nazionale ― Romania |
| Data                                                                   | Città                                                                  | In casa                                                                | Risultato                                                              | Ospiti                                                                 | Competizione                                                           | Reti                                                                   | Note                                                                   |
| ---------------------------------------------------------------------- | ---------------------------------------------------------------------- | ---------------------------------------------------------------------- | ---------------------------------------------------------------------- | ---------------------------------------------------------------------- | ---------------------------------------------------------------------- | ---------------------------------------------------------------------- | ---------------------------------------------------------------------- |
| 5-12-2000                                                              | Annaba                                                                 | Algeria                                                                | 3 – 2                                                                  | Romania                                                                | Amichevole                                                             | -                                                                      | 87’                                                                    |
| 8-12-2000                                                              | Annaba                                                                 | Algeria                                                                | 2 – 3                                                                  | Romania                                                                | Amichevole                                                             | -                                                                      |                                                                        |
| 26-2-2001                                                              | Strovolos                                                              | Romania                                                                | 1 – 0 dts                                                              | Ucraina                                                                | Amichevole                                                             | -                                                                      |                                                                        |
| 28-2-2001                                                              | Strovolos                                                              | Romania                                                                | 3 – 0                                                                  | Lituania                                                               | Amichevole                                                             | -                                                                      | 65’                                                                    |
| 24-3-2001                                                              | Bucarest                                                               | Romania                                                                | 0 – 2                                                                  | Italia                                                                 | Qual. Mondiali 2002                                                    | -                                                                      | 71’                                                                    |
| 28-3-2001                                                              | Tbilisi                                                                | Georgia                                                                | 0 – 2                                                                  | Romania                                                                | Qual. Mondiali 2002                                                    | -                                                                      | 57’                                                                    |
| 25-4-2001                                                              | Ploiești                                                               | Romania                                                                | 0 – 0                                                                  | Slovacchia                                                             | Amichevole                                                             | -                                                                      |                                                                        |
| 2-6-2001                                                               | Bucarest                                                               | Romania                                                                | 2 – 0                                                                  | Ungheria                                                               | Qual. Mondiali 2002                                                    | -                                                                      | 64’                                                                    |
| 6-6-2001                                                               | Kaunas                                                                 | Lituania                                                               | 1 – 2                                                                  | Romania                                                                | Qual. Mondiali 2002                                                    | -                                                                      |                                                                        |
| 15-8-2001                                                              | Lubiana                                                                | Slovenia                                                               | 2 – 2                                                                  | Romania                                                                | Amichevole                                                             | -                                                                      | 60’                                                                    |
| 5-9-2001                                                               | Budapest                                                               | Ungheria                                                               | 0 – 2                                                                  | Romania                                                                | Qual. Mondiali 2002                                                    | -                                                                      | 59’                                                                    |
| 13-2-2002                                                              | Saint-Denis                                                            | Francia                                                                | 2 – 1                                                                  | Romania                                                                | Amichevole                                                             | -                                                                      |                                                                        |
| 27-3-2002                                                              | Costanza                                                               | Romania                                                                | 4 – 1                                                                  | Ucraina                                                                | Amichevole                                                             | -                                                                      | 77’                                                                    |
| 17-4-2002                                                              | Bydgoszcz                                                              | Polonia                                                                | 1 – 2                                                                  | Romania                                                                | Amichevole                                                             | -                                                                      |                                                                        |
| 7-9-2002                                                               | Sarajevo                                                               | Bosnia ed Erzegovina                                                   | 0 – 3                                                                  | Romania                                                                | Qual. Euro 2004                                                        | -                                                                      |                                                                        |
| 12-10-2002                                                             | Bucarest                                                               | Romania                                                                | 0 – 1                                                                  | Norvegia                                                               | Qual. Euro 2004                                                        | -                                                                      |                                                                        |
| 16-10-2002                                                             | Lussemburgo                                                            | Lussemburgo                                                            | 0 – 7                                                                  | Romania                                                                | Qual. Euro 2004                                                        | 1                                                                      |                                                                        |
| 20-11-2002                                                             | Timișoara                                                              | Romania                                                                | 0 – 1                                                                  | Croazia                                                                | Amichevole                                                             | -                                                                      | 50’                                                                    |
| 12-2-2003                                                              | Larnaca                                                                | Romania                                                                | 2 – 1                                                                  | Slovacchia                                                             | Amichevole                                                             | -                                                                      | 82’                                                                    |
| 29-3-2003                                                              | Bucarest                                                               | Romania                                                                | 2 – 5                                                                  | Danimarca                                                              | Qual. Euro 2004                                                        | -                                                                      |                                                                        |
| 30-4-2003                                                              | Kaunas                                                                 | Lituania                                                               | 0 – 1                                                                  | Romania                                                                | Amichevole                                                             | -                                                                      |                                                                        |
| 7-6-2003                                                               | Craiova                                                                | Romania                                                                | 2 – 0                                                                  | Bosnia ed Erzegovina                                                   | Qual. Euro 2004                                                        | -                                                                      |                                                                        |
| 11-6-2003                                                              | Oslo                                                                   | Norvegia                                                               | 1 – 1                                                                  | Romania                                                                | Qual. Euro 2004                                                        | -                                                                      | 75’                                                                    |
| 6-9-2003                                                               | Ploiești                                                               | Romania                                                                | 4 – 0                                                                  | Lussemburgo                                                            | Qual. Euro 2004                                                        | -                                                                      |                                                                        |
| 10-9-2003                                                              | Copenaghen                                                             | Danimarca                                                              | 2 – 2                                                                  | Romania                                                                | Qual. Euro 2004                                                        | -                                                                      |                                                                        |
| 11-10-2003                                                             | Bucarest                                                               | Romania                                                                | 1 – 1                                                                  | Giappone                                                               | Amichevole                                                             | -                                                                      | 75’                                                                    |
| 16-11-2003                                                             | Ancona                                                                 | Italia                                                                 | 1 – 0                                                                  | Romania                                                                | Amichevole                                                             | -                                                                      |                                                                        |
| 28-4-2004                                                              | Bucarest                                                               | Romania                                                                | 5 – 1                                                                  | Germania                                                               | Amichevole                                                             | -                                                                      |                                                                        |
| 27-5-2004                                                              | Dublino                                                                | Irlanda                                                                | 1 – 0                                                                  | Romania                                                                | Amichevole                                                             | -                                                                      | 82’                                                                    |
| 18-8-2004                                                              | Bucarest                                                               | Romania                                                                | 2 – 1                                                                  | Finlandia                                                              | Qual. Mondiali 2006                                                    | -                                                                      |                                                                        |
| 9-2-2005                                                               | Larnaca                                                                | Romania                                                                | 2 – 2                                                                  | Slovacchia                                                             | Amichevole                                                             | -                                                                      | 81’                                                                    |
| 26-3-2005                                                              | Bucarest                                                               | Romania                                                                | 0 – 2                                                                  | Paesi Bassi                                                            | Qual. Mondiali 2006                                                    | -                                                                      |                                                                        |
| 30-3-2005                                                              | Skopje                                                                 | Macedonia                                                              | 1 – 2                                                                  | Romania                                                                | Qual. Mondiali 2006                                                    | -                                                                      |                                                                        |
| 28-2-2006                                                              | Nicosia                                                                | Romania                                                                | 2 – 0                                                                  | Armenia                                                                | Amichevole                                                             | -                                                                      |                                                                        |
| 1-3-2006                                                               | Larnaca                                                                | Romania                                                                | 2 – 0                                                                  | Slovenia                                                               | Amichevole                                                             | -                                                                      | 83’                                                                    |
| 24-5-2006                                                              | Los Angeles                                                            | Uruguay                                                                | 2 – 0                                                                  | Romania                                                                | Amichevole                                                             | -                                                                      | 67’                                                                    |
| 26-5-2006                                                              | Chicago                                                                | Romania                                                                | 2 – 0                                                                  | Irlanda del Nord                                                       | Amichevole                                                             | -                                                                      | Cap. 46’                                                               |
| 27-5-2006                                                              | Chicago                                                                | Romania                                                                | 0 – 0                                                                  | Colombia                                                               | Amichevole                                                             | -                                                                      |                                                                        |
| 24-3-2007                                                              | Rotterdam                                                              | Paesi Bassi                                                            | 0 – 0                                                                  | Romania                                                                | Qual. Euro 2008                                                        | -                                                                      |                                                                        |
| 28-3-2007                                                              | Piatra Neamț                                                           | Romania                                                                | 3 – 0                                                                  | Lussemburgo                                                            | Qual. Euro 2008                                                        | -                                                                      |                                                                        |
| 22-8-2007                                                              | Bucarest                                                               | Romania                                                                | 2 – 0                                                                  | Turchia                                                                | Amichevole                                                             | -                                                                      | 46’                                                                    |
| 26-3-2008                                                              | Bucarest                                                               | Romania                                                                | 3 – 0                                                                  | Russia                                                                 | Amichevole                                                             | -                                                                      |                                                                        |
| 31-5-2008                                                              | Bucarest                                                               | Romania                                                                | 4 – 0                                                                  | Montenegro                                                             | Amichevole                                                             | -                                                                      | 46’                                                                    |
| 9-6-2008                                                               | Zurigo                                                                 | Romania                                                                | 0 – 0                                                                  | Francia                                                                | Euro 2008 - 1º turno                                                   | -                                                                      | 90+3’                                                                  |
| 13-6-2008                                                              | Zurigo                                                                 | Italia                                                                 | 1 – 1                                                                  | Romania                                                                | Euro 2008 - 1º turno                                                   | -                                                                      | 25’                                                                    |
| 20-8-2008                                                              | Costanza                                                               | Romania                                                                | 1 – 0                                                                  | Lettonia                                                               | Amichevole                                                             | -                                                                      | 73’                                                                    |
| 6-9-2008                                                               | Cluj-Napoca                                                            | Romania                                                                | 0 – 3                                                                  | Lituania                                                               | Qual. Mondiali 2010                                                    | -                                                                      | 72’                                                                    |
| 10-9-2008                                                              | Tórshavn                                                               | Fær Øer                                                                | 0 – 1                                                                  | Romania                                                                | Qual. Mondiali 2010                                                    | -                                                                      | 17’                                                                    |
| 19-11-2008                                                             | Bucarest                                                               | Romania                                                                | 2 – 1                                                                  | Georgia                                                                | Amichevole                                                             | -                                                                      |                                                                        |
| 11-2-2009                                                              | Bucarest                                                               | Romania                                                                | 2 – 1                                                                  | Croazia                                                                | Amichevole                                                             | -                                                                      | 73’                                                                    |
| 28-3-2009                                                              | Costanza                                                               | Romania                                                                | 2 – 3                                                                  | Serbia                                                                 | Qual. Mondiali 2010                                                    | -                                                                      | 55’                                                                    |
| 1-4-2009                                                               | Klagenfurt                                                             | Austria                                                                | 2 – 1                                                                  | Romania                                                                | Qual. Mondiali 2010                                                    | -                                                                      | 46’                                                                    |
| 6-6-2009                                                               | Marijampolė                                                            | Lituania                                                               | 0 – 1                                                                  | Romania                                                                | Qual. Mondiali 2010                                                    | -                                                                      |                                                                        |
| 12-8-2009                                                              | Budapest                                                               | Ungheria                                                               | 0 – 1                                                                  | Romania                                                                | Amichevole                                                             | -                                                                      | 59’                                                                    |
| 5-9-2009                                                               | Saint-Denis                                                            | Francia                                                                | 1 – 1                                                                  | Romania                                                                | Qual. Mondiali 2010                                                    | -                                                                      |                                                                        |
| 9-9-2009                                                               | Bucarest                                                               | Romania                                                                | 1 – 1                                                                  | Austria                                                                | Amichevole                                                             | -                                                                      |                                                                        |
| 10-10-2009                                                             | Belgrado                                                               | Serbia                                                                 | 5 – 0                                                                  | Romania                                                                | Qual. Mondiali 2010                                                    | -                                                                      |                                                                        |
| 14-10-2009                                                             | Piatra Neamț                                                           | Romania                                                                | 3 – 1                                                                  | Fær Øer                                                                | Qual. Mondiali 2010                                                    | -                                                                      | Cap.                                                                   |
| 14-11-2009                                                             | Varsavia                                                               | Polonia                                                                | 0 – 1                                                                  | Romania                                                                | Amichevole                                                             | -                                                                      | 16’                                                                    |
| 3-3-2010                                                               | Timişoara                                                              | Romania                                                                | 0 – 2                                                                  | Israele                                                                | Amichevole                                                             | -                                                                      | Cap. 89’                                                               |
| 29-5-2010                                                              | Leopoli                                                                | Ucraina                                                                | 3 – 2                                                                  | Romania                                                                | Amichevole                                                             | -                                                                      |                                                                        |
| 2-6-2010                                                               | Villaco                                                                | Romania                                                                | 0 – 1                                                                  | Macedonia                                                              | Amichevole                                                             | -                                                                      |                                                                        |
| 5-6-2010                                                               | Sankt Veit an der Glan                                                 | Romania                                                                | 3 – 0                                                                  | Honduras                                                               | Amichevole                                                             | 1                                                                      | Cap.                                                                   |
| 11-8-2010                                                              | Istanbul                                                               | Turchia                                                                | 2 – 0                                                                  | Romania                                                                | Qual. Euro 2012                                                        | -                                                                      |                                                                        |
| 3-9-2010                                                               | Piatra Neamț                                                           | Romania                                                                | 1 – 1                                                                  | Albania                                                                | Qual. Euro 2012                                                        | -                                                                      | Cap.                                                                   |
| 7-9-2010                                                               | Minsk                                                                  | Bielorussia                                                            | 0 – 0                                                                  | Romania                                                                | Qual. Euro 2012                                                        | -                                                                      | 88’                                                                    |
| 9-10-2010                                                              | Saint-Denis                                                            | Francia                                                                | 2 – 0                                                                  | Romania                                                                | Qual. Euro 2012                                                        | -                                                                      |                                                                        |
| Totale                                                                 |                                                                        | Presenze                                                               | 67                                                                     |                                                                        | Reti                                                                   | 2                                                                      |                                                                        |

### Nazionale rumena Under-21
Statistiche aggiornate al 19 giugno 2019.
| 2018                | Romania U-21        | Qual. Euro U-21 2019 | 1º nel Gruppo 8, qualificato   | 4  | 4 | 0 | 0 | 100,00& | 10 | 1  | +9  |
| giu. 2019           | Romania U-21        | Euro U-21 2019       | Semifinale                     | 4  | 2 | 1 | 1 | 50,00   | 10 | 7  | +3  |
| 2019                | Romania U-21        | Qual. Euro U-21 2021 | Promosso in nazionale maggiore | 5  | 3 | 1 | 1 | 60,00   | 11 | 3  | +8  |
| Dal 2018 al 2020    | Romania U-21        | Amichevoli           |                                | 3  | 0 | 1 | 2 | &0,00   | 4  | 6  | -2  |
| Totale Romania U-21 | Totale Romania U-21 | Totale Romania U-21  | Totale Romania U-21            | 16 | 9 | 3 | 4 | 56,25   | 35 | 17 | +18 |

### Nazionale nel dettaglio
Statistiche aggiornate al 19 novembre 2019.
| 2019           | Romania        | Qual. Euro 2020     | Subentrato, non qualificato  | 1  | 0 | 0 | 1 | &0,00 | 1  | 2  | -1 |
| 2020           | Romania        | UEFA Nations League | 3º nel gruppo 1 della lega B | 6  | 2 | 2 | 2 | 33,33 | 8  | 9  | -1 |
| 2021           | Romania        | Qual. Mondiale 2022 | 3º nel Gruppo J              | 10 | 5 | 2 | 3 | 50,00 | 13 | 8  | +5 |
| Dal 2020       | Romania        | Amichevoli          |                              | 3  | 1 | 0 | 2 | 33,33 | 6  | 6  | +0 |
| Totale Romania | Totale Romania | Totale Romania      | Totale Romania               | 20 | 8 | 4 | 8 | 40,00 | 28 | 25 | +3 |

## Palmarès

### Club

#### Competizioni nazionali
- Campionato rumeno: 3

Steaua Bucarest: 2000-2001, 2004-2005, 2005-2006
- Supercoppa di Romania: 2

Steaua Bucarest: 2001, 2006
- Campionato saudita: 2

Al-Hilal: 2009-2010,  2010-2011
- Coppa della Corona del Principe saudita: 3

Al-Hilal: 2008-2009, 2009-2010, 2010-2011
- Campionato emiratino: 2

Al-Ain: 2011-2012, 2012-2013
- UAE Super Cup: 1

Al-Ain: 2012
- Coppa del Presidente degli Emirati Arabi Uniti: 1

Al-Ain: 2013-2014

### Individuale
- Calciatore dell'anno del campionato saudita: 1

2010